# Despetal
Despetal è una frazione del comune tedesco di Gronau (Leine), in Bassa Sassonia.
Il comune fu costituito il 1º marzo 1974 unendo i dissolti comuni di Barfelde, Eitzum e Nienstedt.
Costituì un comune autonomo fino al 1º novembre 2016.